# Rédemption (roman)
Pour les articles homonymes, voir Rédemption (homonymie).
Rédemption est une trilogie littéraire de science-fiction de David Brin publiée de 1995 à 1998. En traduction française, la parution de cette série s'est effectuée en cinq tomes : Le Monde de l’exil et Le Monde de l’oubli (publiés originellement en tant que Brightness Reef), Le Chemin des bannis et Les Rives de l’infini (publiés originellement en tant que Infinity's Shore), puis Le Grand défi (Heaven's Reach).
C'est la seconde trilogie de Brin à se dérouler dans l’univers du cycle de l'Élévation. Elle met en scène plusieurs groupes de créatures extraterrestres et d’humains établis clandestinement sur une planète reculée : Jijo.
Les exilés limitent leurs occupations à une zone de la planète nommée la Pente. Les groupes franchissant ses frontières sont qualifiés de « squatters ».
Sur Jijo, l’existence des habitants de la Pente, et d’au delà, est bouleversée alors que la civilisation Galactique les “rattrape” …

## Histoire
David Brin raconte les événements qui bouleversent Jijo sous différents points de vue, par des récits s’attachant aux pas de 7 personnages : récit à la première personne de Alvin le hoon et Asx le traeki, récit à la troisième personne de Dwer, l’Étranger, Lark, Rety et Sara. Ces points de vue sont complétés par les légendes de Jijo, et autres manuscrits de la Pente éclairant la civilisation des Six races exilées sur Jijo et leurs réactions face à l’arrivée des pillards.

### Irruption galactique
Les Galactiques tant attendus, et tant redoutés, par les exilés de Jijo sont finalement là. De manière inattendue, ce sont des humains stellaires qui débarquent sur Jijo. Cela suffit à faire naître le doute dans l’esprit des 5 autres races. Arrivés à bord d’un vaisseau dont les signes distinctifs ont été effacés, ils ne sont pas là pour punir ceux qui ont transgressé la Loi de Jachère en s’exilant sur Jijo. Les nouveaux venus sont des pillards dont l’objectif est la récolte de spécimens biologiques intéressants, et si possible de candidats à l’Élévation,.
Rety, une jeune fille habitant un village de squatters dirigé d’une main de fer par les chasseurs Jass et Bom, voit son quotidien de servitude et de brimades interrompu. Un mystérieux « oiseau de métal » blessé survole les squatters. Au contraire des chasseurs, Rety décide de poursuivre l’oiseau, afin de percer ses secrets et l’aider. Dans son périple elle franchit les limites et se retrouve sur la Pente puis, une nuit, elle trouve Dwer alors endormi.
Celui-ci, pisteur pour le compte des sages, est alors en mission aux frontières de la Pente, afin de rattraper des glavieux tentant pour des raisons inconnues de s’aventurer sur le territoire des squatters. Rety lui ayant volé son arc pendant son sommeil, Dwer se décide à la poursuivre.

### Rencontre
Le secret des visiteurs est éclairé d’un jour nouveau. Ces humains stellaires sont les serviteurs, les clients, de ceux qui se prétendent les mystérieux patrons des Hommes : les Rothens. Race “apparemment” experte en Élévation, ces représentants Ro-pol et Ro-kenn tentent de tourner 5 des 6 races exilées contre la dernière arrivée, les humains.
Une fois le stratagème des Rothens éventé par le Grand Conseil, les Six retrouvent leur union et se tournent comme un seul contre les intrus. Ces derniers en sont alors réduits à utiliser la manière forte, en rappelant leurs vaisseaux et robots au-dessus de la Clairière.
De leur côtés, Alvin et ses amis achèvent la mise au point du sous-marin Rêve de Wuphon, toujours sous l’égide de d’Uriel et de ses assistants. Le sous-marin est testé afin d’assurer le succès de l’expédition. Lors d’un de ces tests, le câble assurant la liaison avec la surface cède pendant la remontée du submersible, abritant Ziz, le Traeki nouveau-vléné. Ur-ronn, nièce de Uriel et amie d’Alvin, découvre la cause de cet “accident” : un sabotage par des fanatiques refusant le progrès, incarné à leurs yeux par le sous-marin.

### État de guerre
Dans la Clairière du Rassemblement, la Bataille prévue et redoutée par Asx a bien lieu. À la grande surprise des Rothens, celle-ci ne semble pas tourner en leur faveur. En effet, la milice des Six intervient et abat les robots assurant la protection des visiteurs.
Les dissensions parmi les Jijoens éclatent au grand jour, et le groupe de Sara est capturé par un commando de dissidents opposé aux idéaux du Conseil des Six, à la faveur de la trahison d’Ulgor. Ce commando est constitué de urs et d’hommes, dont l’unité n’est maintenue que par les circonstances exceptionnelles de la crise. Alors que les rebelles conduisent leurs prisonniers vers une destination inconnue, Lame, le qheuen bleu, évite la capture en restant dissimulé dans la mare où il se reposait.
Plus tard, grâce à Kurt l’exploseur et à l’Étranger, Sara et ses compagnons parviennent à se libérer du commando.
De ce dernier, seule Ulgor réussit à s’échapper. La fuite de la ur est de courte durée, elle est bien vite rattrapée par Lame ayant suivi à la trace les rebelles afin de porter secours à ses amis.
La totalité des rebelles finalement neutralisée, des alliés surprise arrivent pour aider Kurt. Les nouveaux venus mêlent également urs et hommes, et à la plus grande surprise de Sara ce sont des femmes qui sont juchés sur des montures réputées disparues de Jijo… des chevaux.
La Clairière est à son tour le théâtre de l’irruption de nouveaux belligérants et de leur vaisseau. Ce dernier immobilise la nef des Rothens grâce à un mystérieux rayon. Des membres de l’équipage du second vaisseau débarquent alors. Ce sont les cousins des Treakis… les redoutables Jophurs.

## Organisations et mouvements
- Conseil des sages de la Communauté[37]
- Guilde des exploseurs[38]
- Hérétiques, souhaitant que les exilés acceptent leur disparition de Jijo[39].
- Zélotes, partisans du statu quo et de la dissimulations des Six[40].

## Personnages principaux
Alvin« Alvin Hph-wayuo, fils de Mu-phauwq et de Yowg-wayuo du port de Wuphon, explorateur intrépide … », Hoon, habitant de Wuphon comme son amie g’Kek Huck.
AsxTraeki membre du conseil des Sages.
L’ÉtrangerHomme inconnu trouvé dans un marais de Jijo, gravement blessé à la tête. Il est soigné par Sara, le docteur Lorek et la pharmacienne Pzora. Il retrouve peu à peu la mémoire… les souvenirs de l’ancien capitaine de son vaisseau — Creideiki — et finalement son nom : Emerson, Emerson d'Anite.
Dwer KoolhanChasseur humain, chargé de surveiller la vie sauvage de Jijo, comme par exemple empêcher les glavieux de quitter la Pente. C’est le frère de Lark et de Sara. Dwer est doté de « perception extrasensorielle ».
HuckAmie g'Kek d’Alvin.
KaaDit Le Chanceux, dauphin pilote du Streaker, avec Keepiru et après la séparation de ce dernier.
LameQheuen bleu.
Lark KoolhanFrère de Sara et Dwer, c’est un chercheur enclin à la doctrine des hérétiques. Il obtient le statut de sage pendant la crise de Jijo.
PinceQheuen rouge, ami d’Alvin.
Sara KoolhanSœur de Dwer et Lark, c’est une scientifique.
Ur-ronnUrs, « Ur-ronn est une nièce d’Uriel » et ami d’Alvin le Hoon.
VubbenG'Kek doyen des Sages du Conseil des Six. Il est tué près de l’Œuf par une attaque des Jophurs.

## Place dans le cycle de l’Élévation
- Jusqu'au cœur du soleil
- Marée stellaire
- Élévation
- Rédemption